# Ausonia
Pour les articles homonymes, voir Ausonia (ensemble) et Ausonia (auteur).
Ausonia est une commune italienne de la province de Frosinone, dans la région Latium.

## Géographie
Sur son territoire naît la rivière Ausente, dernier affluent droit du fleuve Garigliano.

## Histoire
Voir Ausona

## Administration
| Période                                  | Période | Identité | Étiquette | Qualité |
| ---------------------------------------- | ------- | -------- | --------- | ------- |
|                                          |         |          |           |         |
| Les données manquantes sont à compléter. |         |          |           |         |

### Communes limitrophes
Castelnuovo Parano, Coreno Ausonio, Esperia, Spigno Saturnia